# San Vito al Tagliamento
San Vito al Tagliamento là một đô thị ở tỉnh Pordenone trong vùng Friuli-Venezia Giulia, có cự ly khoảng 80 km về phía tây bắc của Trieste và khoảng 20 km về phía đông nam của Pordenone. Tại thời điểm ngày 31 tháng 12 năm 2004, đô thị này có dân số 13.686 người và diện tích là 60,7 km².
Đô thị San Vito al Tagliamento có các frazioni (các đơn vị cấp dưới, chủ yếu là các làng) Ligugnana, Prodolone, Savorgnano, Braida, Gleris, Rosa, và Carbona.
San Vito al Tagliamento giáp các đô thị: Camino al Tagliamento, Casarsa della Delizia, Chions, Codroipo, Fiume Veneto, Morsano al Tagliamento, Sesto al Reghena, Valvasone.